# Nordafrica
Il Nordafrica (cosiddetta Africa bianca) è la regione dell'Africa che si estende a nord del deserto del Sahara (il resto del continente è designato nel suo complesso come Africa subsahariana); tale definizione assume un rilievo di ordine generale, potendosi declinare in termini parzialmente diversi a seconda dello specifico contesto di riferimento.

## Nordafrica geografico

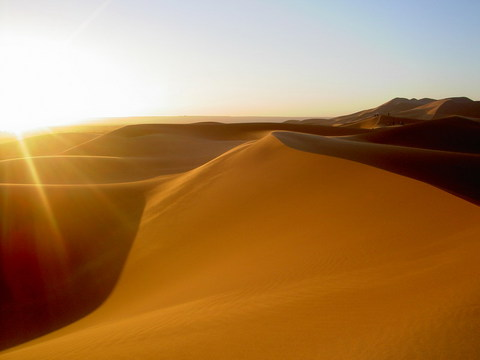
Sahara marocchino

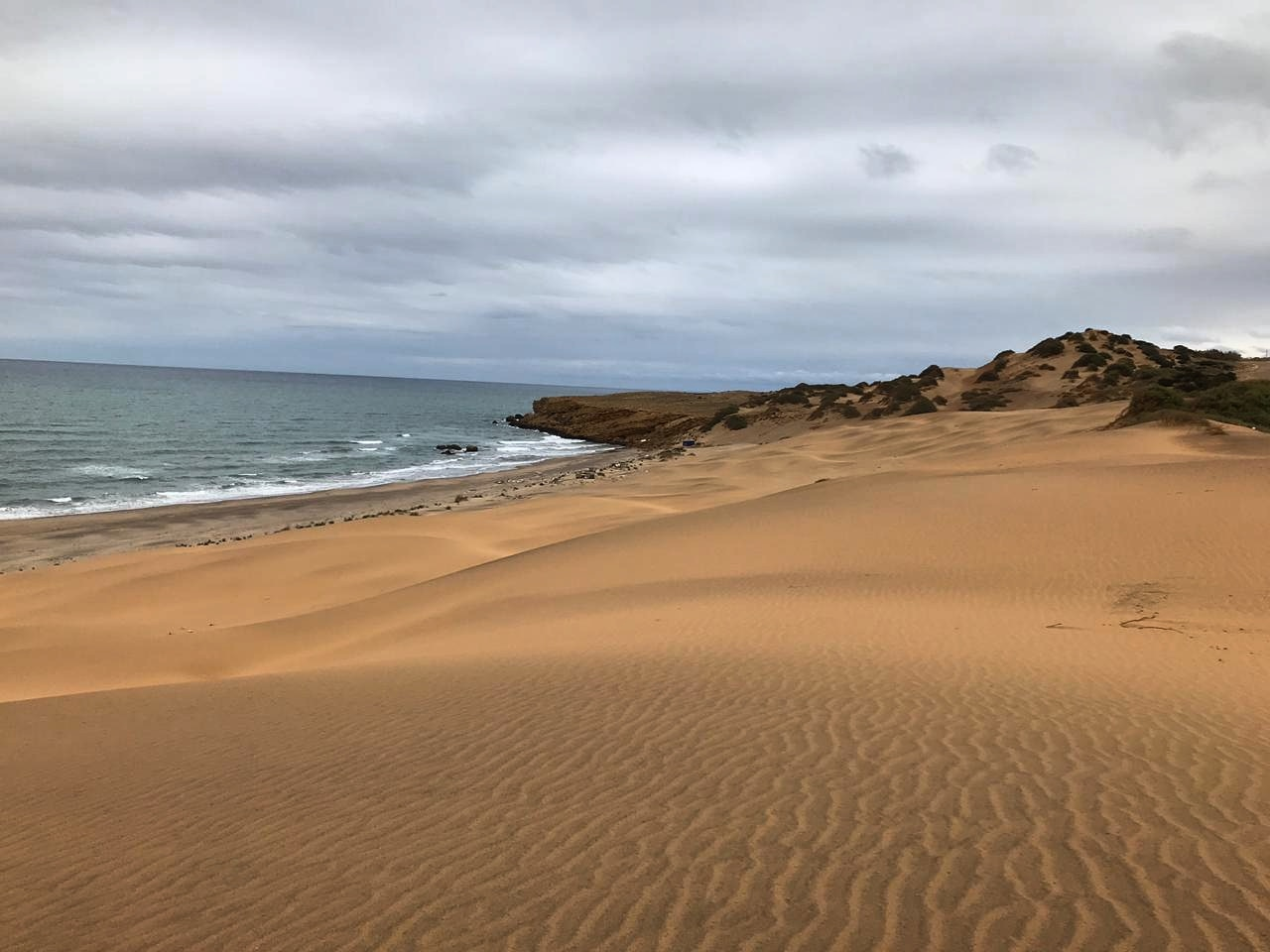
Algeria

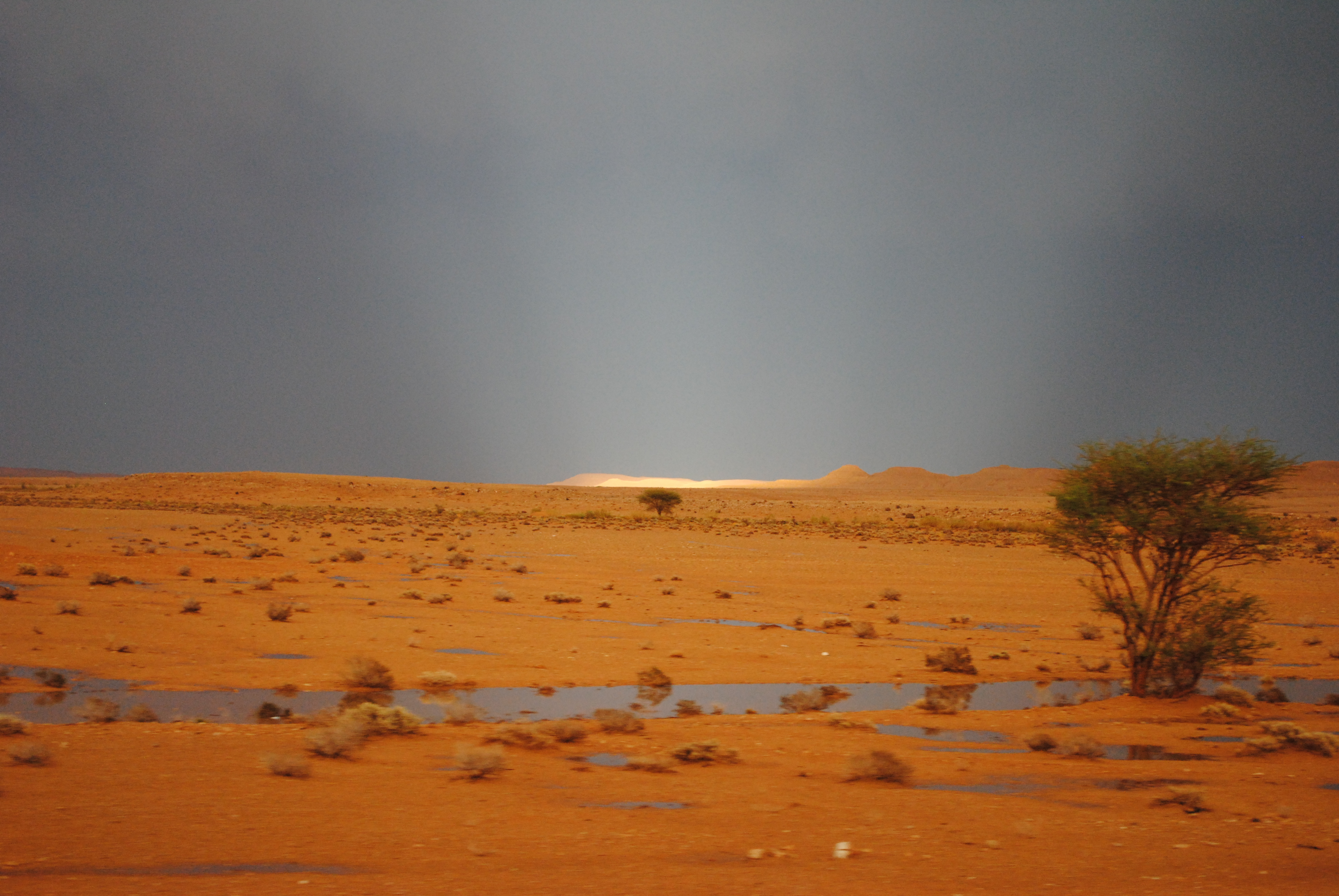
Deserto libico

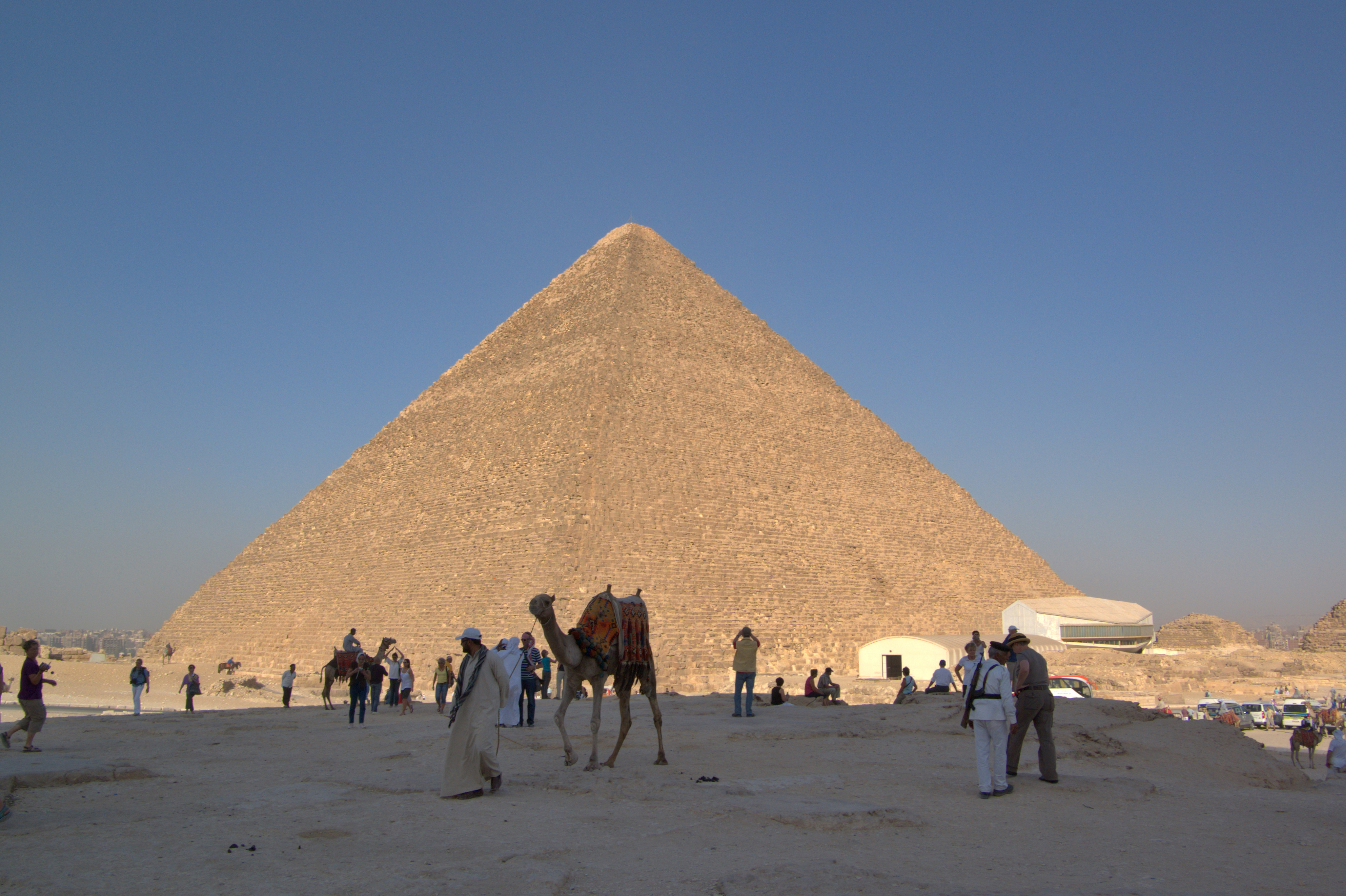
La piramide di Giza

Il territorio dell'Africa settentrionale comprende quattro grandi regioni naturali: la prima è il Maghreb, la fascia costiera mediterranea in prevalenza montuosa, che si estende dalla Tunisia al Marocco; la seconda è il Sahara, il deserto che si estende dall'Atlantico al Mar Rosso; la terza è il Sahel, la fascia stepposa che orla a sud il deserto; la quarta, infine, è la valle del Nilo che interrompe il deserto del Sahara ad est.
Fanno parte dell'Africa Settentrionale numerosi Stati di grandi dimensioni. Alcuni di questi costituiscono la cosiddetta Africa mediterranea, in quanto le loro coste si distendono sul Mar Mediterraneo: si tratta del Marocco che si affaccia sull'Atlantico, dell'Algeria, della Tunisia, della Libia e dell'Egitto, che è bagnato a est dal Mar Rosso. Gli altri Stati della regione occupano la parte meridionale del Sahara e del Sahel; alcuni sono situati all'interno del continente, come il Mali, il Niger e il Ciad, altri sono bagnati dall'Atlantico, come la Mauritania e il Sahara Occidentale, mentre il Sudan si affaccia a est sul Mar Rosso. Fanno parte, infine, dell'Africa Settentrionale gli arcipelaghi delle Azzorre e di Madeira, che appartengono al Portogallo, le Canarie spagnole e lo Stato insulare di Capo Verde. Il rilievo dell'Africa Settentrionale è costituito in gran parte da un tavolato di rocce molto antiche, oggi occupato dal deserto del Sahara. All'interno del tavolato si innalzano alcuni massicci montuosi isolati: l'Ahaggar, il Tibesti, che si eleva fino a 3415 metri con l'Emi Koussi, e il Darfur, dove si innalza il monte G. Marra (3088 m).
Questa vasta regione è orlata a ovest da una fascia pianeggiante che si estende intorno alla foce del fiume Senegal, a nord dalle fasce pianeggianti della Libia e della Tunisia, e a nord-ovest dalla catena dell'Atlante, dove emerge quella dell'Alto Atlante e il Jbel Toubkal (4167 m). Ai margini del Sahara scorrono alcuni grandi fiumi, che hanno regime tropicale, con forti piene estive in corrispondenza del periodo delle piogge. Il Nilo, il fiume più lungo dell'Africa e della Terra (6671 km), dopo avere ricevuto in territorio sudanese le acque degli affluenti Nilo Azzurro e Atbara, attraversa il territorio egiziano prima incassato in una stretta valle, poi in un'ampia pianura fino al vasto delta che si apre sul Mediterraneo. Il Mali e il Niger sono bagnati dal corso superiore del Niger, mentre il confine sud-occidentale della Mauritania è segnato dal Senegal. All'interno del Sahara si estende il Lago Ciad, dalla superficie variabile a causa della forte evaporazione e della irregolarità delle piogge.
Gran parte della regione è caratterizzata da un clima desertico caldo e molto arido: all'interno del deserto le piogge sono inferiori a 100 mm annui e sono molto irregolari; le temperature invernali medie superano i 10 °C mentre quelle estive sono intorno ai 30 °C.
Procedendo verso sud la fascia del Sahel ha un clima tropicale con scarse precipitazioni concentrate nei mesi estivi. Infine la fascia costiera gode di un clima mediterraneo con abbondanti piogge.

## Maghreb
Con il termine Nordafrica ci si riferisce ai territori compresi tra il mar Mediterraneo a nord e i limiti meridionali del Sahara a sud; tra l'oceano Atlantico a ovest e le parti occidentali dell'Egitto a est. L'Egitto con la valle del Nilo, per la sua particolare situazione storico-geografica viene spesso considerato a sé (oltretutto, non va dimenticato che la penisola del Sinai, una regione dell'Egitto, è fisicamente parte del continente asiatico).
Si tratta, sostanzialmente, di regioni storicamente abitate da popolazioni europoidi le cui lingue storiche afferiscono al berbero. La regione, infatti, era un tempo nota come Barberia. Dopo la conquista araba sarebbe stata utilizzata la parola araba Maghreb (traducibile in "Occidente"), termine che è anche il nome del più occidentale dei paesi nordafricani che si affacciano sul Mediterraneo, il Marocco (Al-Mamlaka al-Maghribīya), e anche, in senso ancor più lato, del complesso dei tre paesi più ad occidente del Nordafrica, cioè Marocco, Algeria e Tunisia.
Recentemente il movimento berberista ha coniato, a partire dall'endonimo delle popolazioni berbere (imazighen), l'espressione tamazgha, volta a indicare il complesso di paesi dove è (o era) parlata la lingua berbera.

## Nordafrica ONU
Il Nordafrica è una delle macroregioni in cui le Nazioni Unite hanno diviso per convenzione l'Africa. Esso include sei Stati:
- Tunisia
- Egitto
- Libia
- Marocco
- Sahara Occidentale (occupato/rivendicato dal Marocco)
- Algeria